# Highland (Nova York)
Highland és una població dels Estats Units a l'estat de Nova York. Segons el cens del 2000 tenia 5.060 habitants.

## Demografia
Segons el cens del 2000, Highland tenia 5.060 habitants, 1.891 habitatges, i 1.195 famílies. La densitat de població era de 414,8 habitants per km².
Dels 1.891 habitatges en un 31,3% hi vivien nens de menys de 18 anys, en un 48% hi vivien parelles casades, en un 11,7% dones solteres, i en un 36,8% no eren unitats familiars. En el 28,5% dels habitatges hi vivien persones soles el 8,8% de les quals corresponia a persones de 65 anys o més que vivien soles. El nombre mitjà de persones vivint en cada habitatge era de 2,44 i el nombre mitjà de persones que vivien en cada família era de 3,05.
Per edats la població es repartia de la següent manera: un 22,8% tenia menys de 18 anys, un 7,5% entre 18 i 24, un 30,3% entre 25 i 44, un 20,7% de 45 a 60 i un 18,7% 65 anys o més.
L'edat mediana era de 38 anys. Per cada 100 dones de 18 o més anys hi havia 79,7 homes.
La renda mediana per habitatge era de 48.877 $ i la renda mediana per família de 60.938 $. Els homes tenien una renda mediana de 40.781 $ mentre que les dones 26.335 $. La renda per capita de la població era de 21.346 $. Entorn del 6,3% de les famílies i el 6,5% de la població estaven per davall del llindar de pobresa.